# Chevrolet Brookwood
Brookwood a fost numele pentru modele break fabricate de Chevrolet. În loc să folosească numele mașinilor (Biscayne, Bel Air și Impala), Chevrolet a denumit toate breakurile drept Brookwood. 
Între anii 1958–1961, mașina a fost construită în SUA iar între 1969–1972, în Canada.